# 托馬斯·帕農
托馬斯·愛德華·帕農（英語：Thomas Edward Pannone，/pɑːˈnoʊn/ pah-NOHN;，1994年4月28日—）是一位美國職業棒球投手，現在是自由球員，先前曾於美國職棒大聯盟的多倫多藍鳥隊效力。

## 高中與大學生涯
帕農高中就讀於沃里克的哈德里根主教中學，他在校隊的守備位置是外野手及投手。2012年美國職棒大聯盟選秀會上，他在第33輪被芝加哥小熊隊選中，但並未與球隊簽約而是選擇就讀南內華達學院。在學院裡帕農沒有在繼續守外野，轉而專注在投球上。在他唯一的大學棒球賽季哩，他拿下6勝2敗的勝負紀錄、防禦率1.84、532⁄3投球局數、78次三振。

## 職業生涯

### 克里夫蘭印地安人隊
2013年美國職棒大聯盟選秀會上，克里夫蘭印地安人隊在第九輪選中帕農。他的職業初登板是代表新人聯盟的亞利桑那聯盟印第安人隊出賽。在2013年賽季裡，他總共上場後援登場14次，留下1勝0拜、防禦率9.00、16局20次三振的成績。2014年賽季他繼續在亞利桑那聯盟出賽，取得5勝0敗、防禦率3.20及45局62次三振的紀錄，還被聯盟選為季後賽全明星隊成員。2015年，帕農迎來首次的完整賽季，代表1A的萊克縣隊長隊出賽投球，該年成績最終是出賽27場、投了1161⁄3局、取得7勝6敗、防禦率4.02及120次三振。2016年帕農從萊克縣隊長隊出發，該季還被選為季中全明星，隨後在七月就被升上高階1A的林奇堡山貓隊。而2016年賽季他的戰績和季出賽25場，留下8勝5敗、防禦率2.57及133局122次三振的成績。
2017年，帕農被指定在高階1A林奇堡山貓隊開始他的球季，同年五月初被升上2A的阿克倫橡膠鴨隊，並在季中被選為東方聯盟全明星隊成員。

### 多倫多藍鳥隊
2017年7月31日，帕農連同隊友薩馬德·泰勒（Samad Taylor）被交易到多倫多藍鳥隊，印地安人隊則是換回喬·史密斯隨後他被指派到2A的新罕布夏漁夫貓隊，並在那裏完成剩下的賽季。通算2017年的成績，帕農取得9勝3拜、防禦率2.36、1442⁄3局裡三振149次。2017年11月20日，帕農被選入藍鳥隊的40人名單裡。
2018年3月16日，帕農被禁賽80場，原因是被檢測出脫氫氯甲基睪酮呈陽性反應，而該藥物是會提升運動表現的大聯盟禁藥。在結束禁賽期後，帕農從3A的布法羅野牛隊出發。8月9日，帕農被藍鳥隊叫上大聯盟。同月22日完成初登板，面對巴爾的摩金鶯隊前六局投出無安打的佳績，最終帕農奪得勝投，主投七局三振三次，只被擊出一支安打和投出兩次保送。帕農在2018年大聯盟先發6場，留下4勝1敗主投43局的成績。
帕農在2019年賽季以牛棚身分代表藍鳥隊出發。4月14日，帕農面對坦帕灣光芒隊投出完美一局，僅以9球就先後三振掉阿法薩耶爾·賈西亞、布蘭登·勞爾、丹尼爾·羅伯遜。這是藍鳥隊史上第三次的完美一局，前兩位投手是羅傑·克萊門斯及史蒂文·德拉巴爾。
2020年8月24日，整季為出賽的帕農被藍鳥隊指定轉讓。同年11月2日，他成為自由球員。

## 職棒生涯成績

### 美國職棒
| 年度 | 球隊       | 出賽 | 先發 | 勝投 | 敗投 | 中繼 | 救援 | 完投 | 完封 | 三振 | 四死 | 責失 | 投球局數 | 自責分率 | 被上壘率 |
| ---- | ---------- | ---- | ---- | ---- | ---- | ---- | ---- | ---- | ---- | ---- | ---- | ---- | -------- | -------- | -------- |
| 2018 | 多倫多藍鳥 | 6    | 0    | 4    | 1    | 1    | 0    | 0    | 0    | 29   | 15   | 20   | 43.0     | 4.19     | 1.21     |
| 2019 | 多倫多藍鳥 | 7    | 0    | 3    | 6    | 0    | 0    | 0    | 0    | 69   | 31   | 50   | 73.0     | 6.16     | 1.42     |
| 合計 | 2年        | 13   | 0    | 7    | 7    | 1    | 0    | 0    | 0    | 98   | 46   | 70   | 116.0    | 5.43     | 1.34     |

### 韓國職棒
| 年度 | 球隊   | 出賽 | 先發 | 勝投 | 敗投 | 中繼 | 救援 | 完投 | 完封 | 三振 | 四死 | 責失 | 投球局數 | 自責分率 | 被上壘率 |
| ---- | ------ | ---- | ---- | ---- | ---- | ---- | ---- | ---- | ---- | ---- | ---- | ---- | -------- | -------- | -------- |
| 2022 | 起亞虎 | 14   | 14   | 3    | 4    | 0    | 0    | 0    | 0    | 73   | 24   | 25   | 82.2     | 2.72     | 1.23     |
| 2023 | 起亞虎 | 16   | 15   | 6    | 3    | 0    | 0    | 0    | 0    | 66   | 23   | 39   | 82.1     | 4.26     | 1.32     |
| 合計 | 2年    | 30   | 29   | 9    | 7    | 0    | 0    | 0    | 0    | 139  | 47   | 64   | 165.0    | 3.49     | 1.28     |

## 外部連結
- 托馬斯·帕農在美國職棒（英语）
- 托馬斯·帕農在韓國職棒（投手）（英语）
- 托馬斯·帕農在Baseball-Reference.com（大聯盟）（英语）
- 托馬斯·帕農在Baseball-Reference.com（小聯盟以及海外聯盟）（英语）
- 托馬斯·帕農在ESPN（MLB）（英语）
- 托馬斯·帕農在FanGraphs.com（英语）
- 托馬斯·帕農在The Baseball Cube（英语）